# NGC 6283
NGC 6283 (другие обозначения — UGC 10652, MCG 8-31-18, ZWG 252.14, IRAS16581+4959, PGC 59386) — галактика в созвездии Геркулес.
Этот объект входит в число перечисленных в оригинальной редакции «Нового общего каталога».